# Agonostomus telfairii
Agonostomus telfairii là một loài cá thuộc họ Mugilidae. Nó được tìm thấy ở Comoros, Madagascar, Mauritius, Mayotte, và Réunion.